# Klosterweg 7a (Hausen)

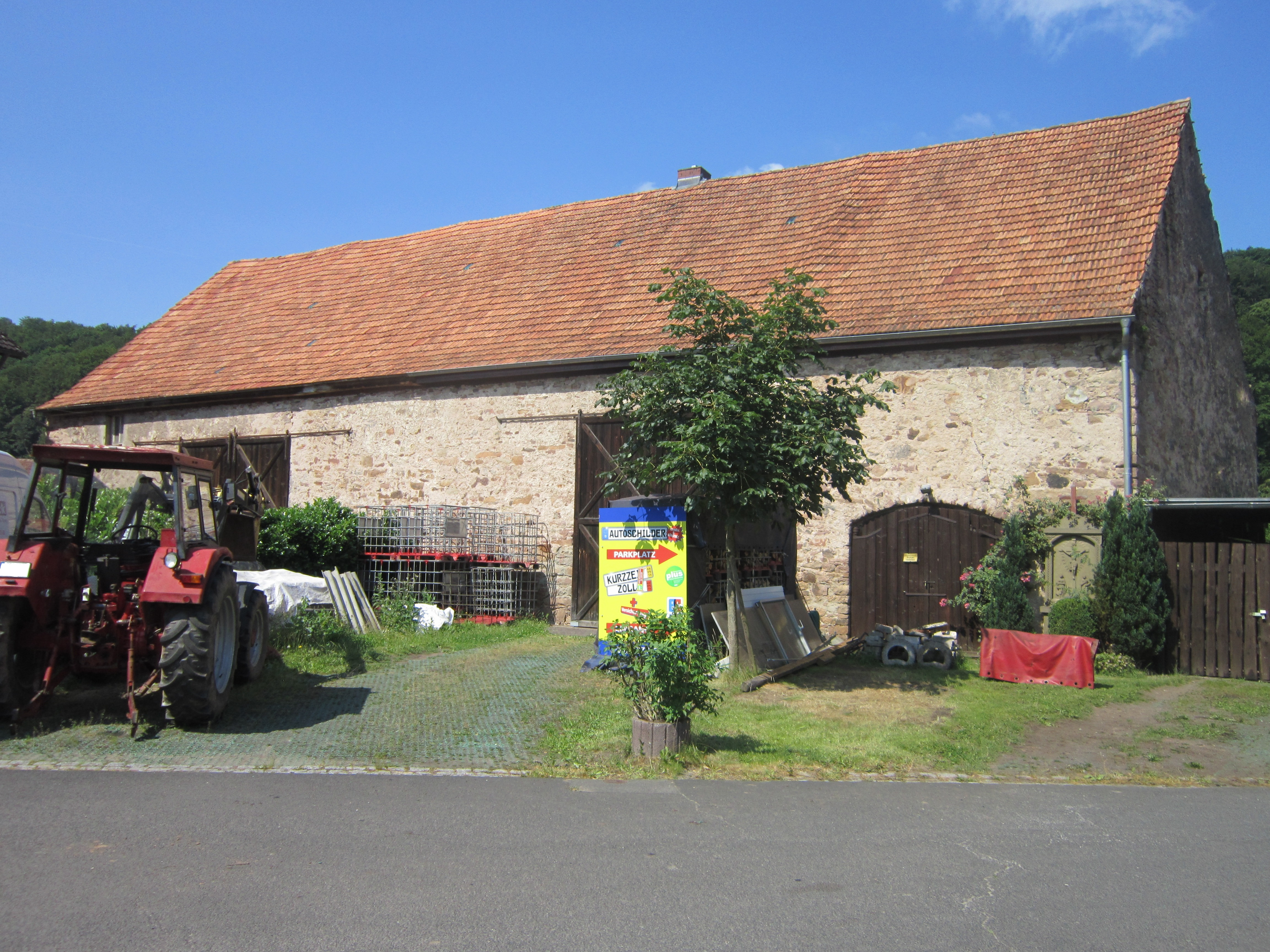
Klosterweg 7a in Hausen

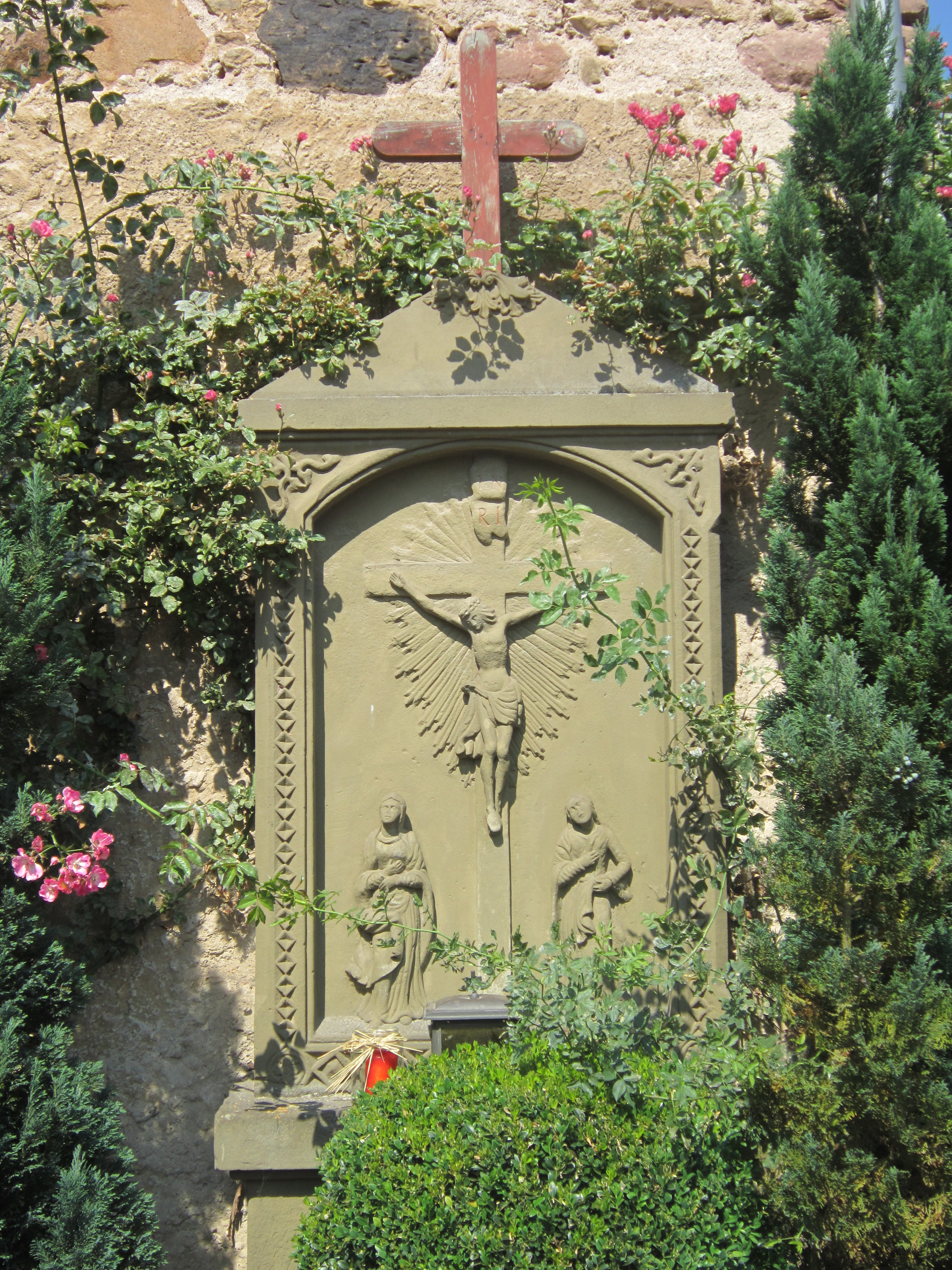
Prozessionsaltar

Am Klosterweg 7a im bayerischen Hausen, einem Stadtteil des Kurortes Bad Kissingen im unterfränkischen Landkreis Bad Kissingen befindet sich die ehemalige Klosterscheune des Ortes. Das Anwesen und der dazugehörige Prozessionsaltar sind als Bad Kissinger Baudenkmäler unter der Nummer D-6-72-114-379 (Klosterscheune) und D-6-72-114-183 (Prozessionsaltar) in der Bayerischen Denkmalliste registriert.

## Geschichte

### Klosterscheune
Bei dem Anwesen handelt es sich um die ehemalige Scheune des Klosters Hausen; es befindet sich vor den ehemaligen Wirtschaftsgebäuden des Klosters.
Das langgestreckte, eingeschossige Gebäude mit Satteldach und zwei breiten Einfahrtstoren besteht aus Hau- bzw. Bruchsteinmauerwerk. Das weitgehend noch im Originalzustand erhaltene Gebäude stammt aus dem 18. Jahrhundert (Stadt- und Kreisheimatpfleger Werner Eberth wiederum nennt als Entstehungsjahr der Scheune das Jahr 1683).
Am 7. Juli 1940 feierte der aus Hausen stammende Kardinal Julius Döpfner mit Ankündigung vom 6. Juli 1940 in der lokalen Saale-Zeitung seine Heimatprimiz in Hausen. Der Empfang fand vor der Klosterscheune statt.

### Prozessionsaltar
Der Prozessionsaltar aus Sandstein besteht aus einem flachen, einen Meter hohen Sockel mit Inschrift sowie einem 1,50 Meter hohen retabelähnlichem Reliefaufsatz mit einer Kreuzigungsdarstellung in neugotischem Rahmen. Die Kreuzigungsdarstellung zeigt den gekreuzigten Jesus Christus mit den Nebenfiguren Maria und Johannes. Der Sockel hat eine Tiefe von 36 bis 40 cm.
Laut Inschrift am Basisstein des Sockels wurde der Prozessionsaltar von Steinmetz Josef Metz hergestellt. Die Inschrift am Sockel selbst weist das Jahr 1852 als Entstehungsjahr des Prozessionsaltars sowie das Ehepaar Adam und Annamaria Häfner als Stifter aus. Ende der 1970er Jahre wurde der Altar ausgebessert, wobei der Vorname von Annamaria Häfner zu „Ann“ verkürzt wurde.